# Submarine Telegraph Company

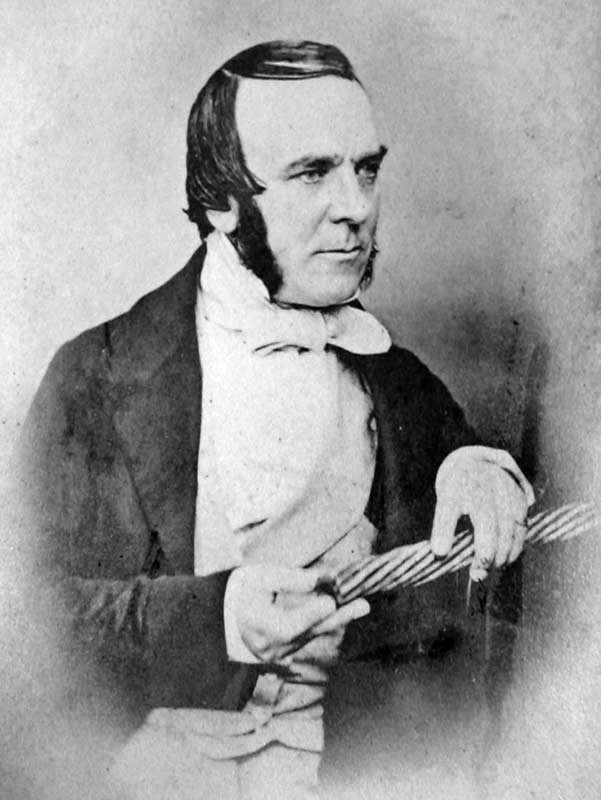
Einer der beiden Firmengründer, John Brett, mit einem Stück „seines“ Kabels (um 1855)

Die Submarine Telegraph Company (deutsch „Untersee-Telegrafengesellschaft“) war eine britische Kabelgesellschaft, die in der zweiten Hälfte des 19. Jahrhunderts eine Reihe von submarinen Telegrafenlinien errichtete, darunter die Unterseestrecke Dover–Calais, die im Jahr 1851 in Betrieb ging.

## Geschichte
Im Jahr 1849 gründeten die beiden Brüder Jacob (1808–1898) und John Watkins Brett (1805–1863) die  English Channel Submarine Telegraph Company („Ärmelkanal-Untersee-Telegrafengesellschaft“), deren Name zwei Jahre später auf den oben genannten verkürzt wurde. Zweck war, ein Telegrafenkabel durch den Ärmelkanal zu verlegen und so erstmals die Möglichkeit der direkten Telekommunikation zwischen England und Frankreich zu schaffen.

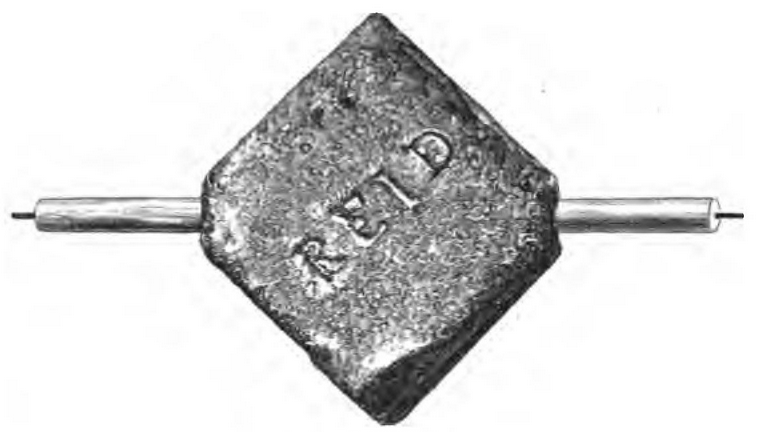
In regelmäßigen Abständen war der mit Guttapercha umhüllte Kupferdraht mit Blei beschwert, damit er sicher absank und liegen blieb (1891)

Nachdem genügend Investoren gefunden und für dieses bahnbrechende Projekt begeistert werden konnten, begann die Organisation des Unternehmens. Dazu gehörte vor allem die Herstellung des benötigten rund 40 km langen Seekabels zur Überbrückung des Ärmelkanals. Dessen Isolierung bestand aus Guttapercha, einem damals für Europa innovativen Naturstoff, der aus der britischen Kolonie Malaysia kam. Wegen des geringen Gewichts des Kabels wurde es in regelmäßigen Abständen mit Blei beschwert (Bild). So wurde erreicht, dass es von selbst absank und sicher auf dem Meeresgrund liegen blieb. 
Am 28. August 1850 gelang bereits im ersten Versuch dessen Verlegung zwischen Dover und Cap Gris-Nez auf Anhieb und innerhalb nur eines einzigen Tages. Erstmals konnten Telegramme zwischen England und Frankreich ausgetauscht werden. Was wie ein triumphaler Erfolg aussah, entpuppte sich jedoch am nächsten Tag als katastrophaler Misserfolg. Das Kabel versagte komplett und keinerlei Telekommunikation war mehr möglich. Die Ursache für das Versagen blieb unklar. Vermutlich war die Isolierung schwach geworden oder das Kabel wurde beschädigt.

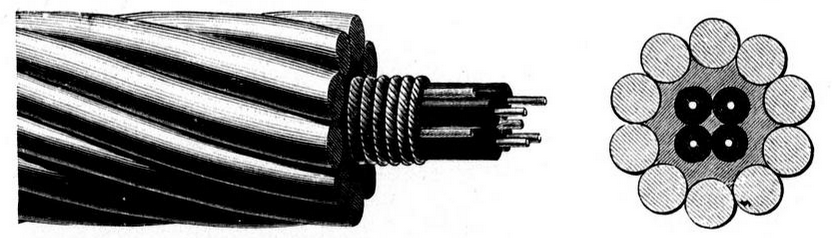
Aufbau des Kabels von 1851

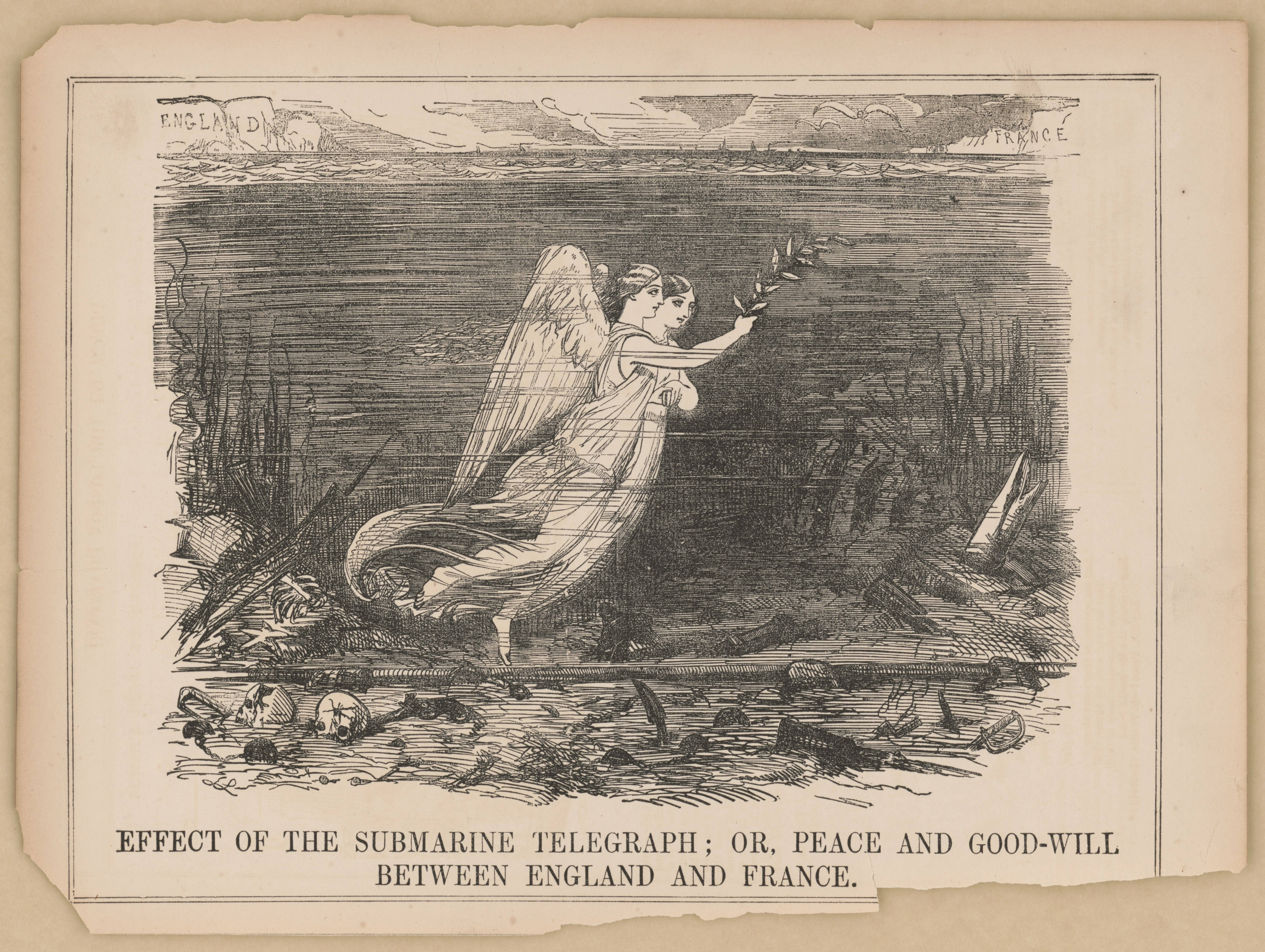
Zeitgenössische allegorische Darstellung zur Telegrafenlinie Dover–Calais: „Wirkung des Unterseetelegrafen; oder Frieden und Wohlwollen zwischen England und Frankreich“ (1850)

Die Brett-Brüder gaben jedoch nicht auf, sondern starteten im nächsten Jahr einen zweiten Anlauf. Nun wurde ein deutlich widerstandsfähigeres Kabel verwendet, das mit einer  massiven äußeren Armierung aus zehn galvanisierten Eisendrähten versehen worden war (Bild). Dieses wurde zwischen dem 25. und 28. September 1851 von St. Margaret’s Bay, gut 5 km nordöstlich von Dover, nach Sangatte, etwa 7 km westlich von Calais, gezogen. Trotz einiger Schwierigkeiten, insbesondere auch schlechtem Wetter, gelang die Aktion und ab 29. September 1851 stand die neue Verbindung. Sie erwies sich als robust und stabil und darüber hinaus auch als sehr profitabel.
In den nachfolgenden Jahren bis 1880 verlegte die Submarine Telegraph Company weitere Seekabel:
- 1853	England–Belgien
- 1858	England–Deutschland
- 1859	England–Helgoland
- 1859  Helgoland–Dänemark,
- 1859 	England–Frankreich
- 1859 	Jersey–Pirou
- 1861	Beachy Head–Dieppe
- 1865	England–Frankreich
- 1866	England–Deutschland
- 1866	England–Belgien
- 1870	England–Frankreich
- 1880	Jersey–Pirou